# John Lutz (attore)
John Lutz (Pipestone, 23 aprile 1973) è un attore e comico statunitense.

## Biografia
Nato a Pipestone e cresciuto a Chicago e Detroit, John Lutz ha studiato psicologia alla Valparaiso University. Cominciò la sua carriera nel mondo dello spettacolo come sceneggiatore a Chicago e poi per il Saturday Night Live a partire dal 2004. Mentre lavorava come sceneggiatore per il programma, Lutz fece anche piccole apparizioni nel programma. L'attore è noto soprattutto per aver interpretato J. D. Lutz, uno sceneggiatori di uno special comico, nella serie TV 30 Rock. Ha recitato anche in numerose altre serie TV, tra cui Friends with Kids, Drunk History e The Good Wife. Nel corso della sua carriera ha ricevuto otto candidature ai Premi Emmy.
Lutz è sposato con la collega Sue Galloway.

## Filmografia parziale

### Recitazione

#### Cinema
- Friends with Kids, regia di Jennifer Westfeldt (2011)

- Le sorelle perfette (Sisters), regia di Jason Moore (2015)

#### Televisione
- Saturday Night Live - serie TV, 19 episodi (2004-2010)
- 30 Rock - serie TV, 77 episodi (2006-2013)
- The Good Wife - serie TV, 2 episodi (2011-2012)
- Unbreakable Kimmy Schmidt - serie TV, 1 episodio (2017)

### Sceneggiatore
- Saturday Night Live - 115 episodi (2006-2009)

## Doppiatori italiani
- Giuliano Bonetto in 30 Rock